# Happy-Go-Lucky
„Happy-Go-Lucky“ је британски играни филм који је режирао Мајк Ли, а главне улоге тумаче Сали Хокинс и Еди Марсан. Филм је снимљен 2007. године, а премијерно је приказан у Лондону, 18. априла 2008. године.
За назив филма употребљен је идиом који се у енглеском језику користи као придев у значењу „безбрижан“, „онај који није узнемирен“.

## Радња
Смештена у савремени Лондон, радња филма се фокусира на лик Полин Крос, коју пријатељи зову „Попи“. Попи је весела тридесетогодишња учитељица која ради у основној школи. Иако без партнера, непоправљиви је оптимиста и врло пријатна особа. Заједно са својом најбољом пријатељицом Зои дели стан у лондонском Финсбери парку. У филму су приказане различите ситуације које доводе у искушење оптимизам својствен главној јунакињи.
Филм почиње Попином вожњом бициклом кроз Лондон до књижаре у којој неуспешно покушава да поведе дијалог са продавцем. Када се врати до места на коме је оставила бицикл, открива да га је неко украо. Уместо да купи нови, Попи одлучује да научи да вози ауто.

## Улоге
| Глумац           | Улога             |
| ---------------- | ----------------- |
| Сали Хокинс      | Полин „Попи“ Крос |
| Еди Марсан       | Скот              |
| Алексис Зегерман | Зои               |
| Шинејд Метјуз    | Елис              |
| Кејт О'Флин      | Сузи              |
| Самјуел Рукин    | Тим               |